# Al-Majdan (Afrin)
Al-Majdan (arab. الميدان) – wieś w Syrii, w muhafazie muhafazie Aleppo. W 2004 roku liczyła 1283 mieszkańców.